# Calima (Valle del Cauca)
Calima es un municipio colombiano del departamento de Valle del Cauca fundado, principalmente, por colonos vallecaucanos, y además, antioqueños y caldenses. Está situado a 56 km de Cali, la temperatura media es de 18 °C, con una población total de 18.469 habitantes, considerado municipio desde 1939 y fundado en 1907 y su extensión total es de 1154 km². Su cabecera municipal se llama El Darién.

## Etimología
El municipio se llama Calima en referencia a su tradicional neblina (calima o calina) que entra a la cuenca del Lago Calima por el cañón del río Bravo rutinariamente en las tardes, y debido a que la región fue habitada por la gente de la cultura calima en la antigüedad. 
La cabecera municipal se llama El Darién, porque uno de sus fundadores, Don Nicolás Restrepo, le encontró parecido con unos parajes de la región del Darién, en el departamento del Chocó.

## Geografía

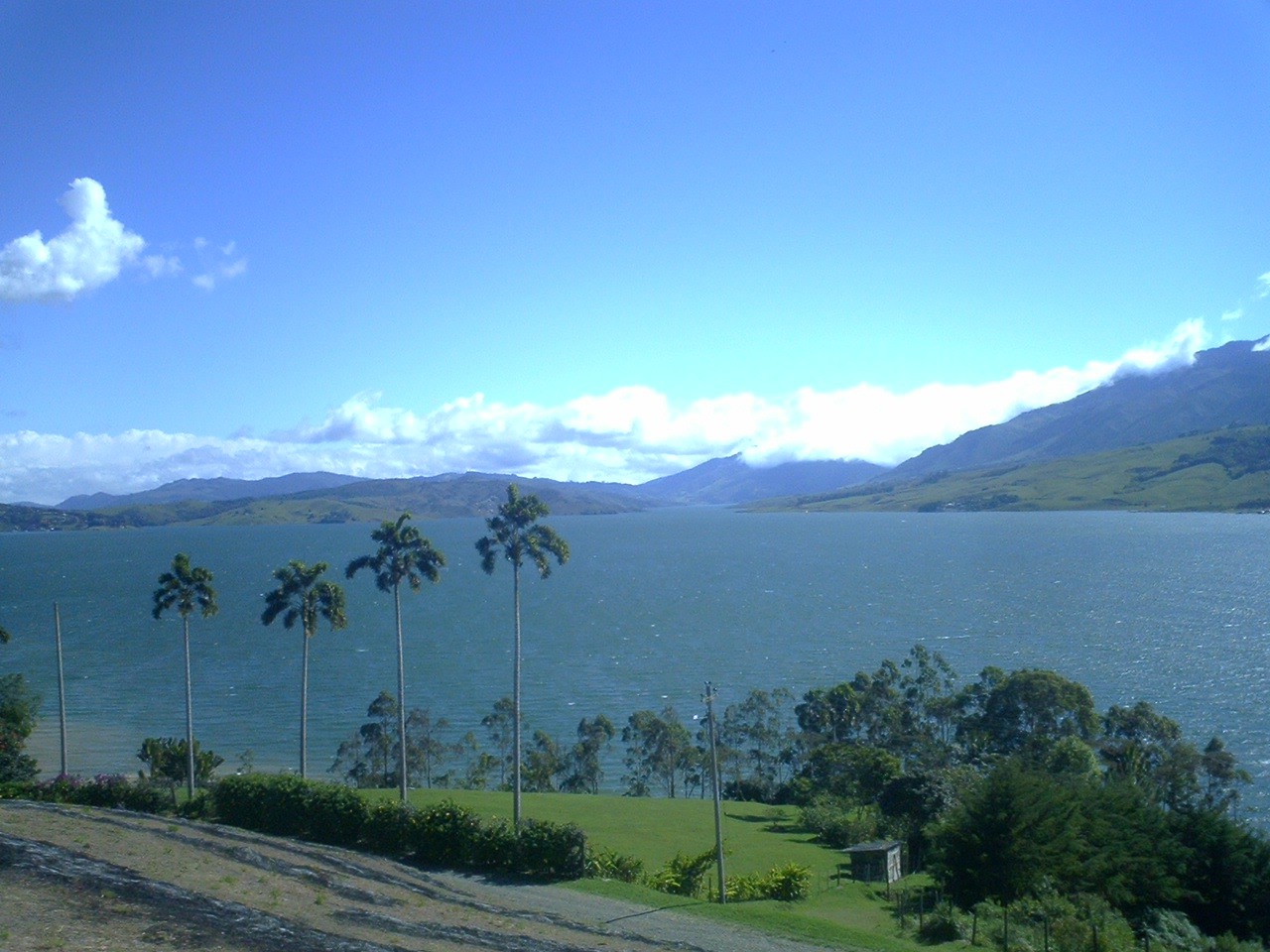
Embalse de Calima.

La superficie del municipio es la tercera más grande del valle del cauca después de Buenaventura y Dagua, la densidad de población es de 8,9 habitantes por km², la menor del departamento. Comprende las cuencas del río Bravo y del río Calima y la mayor parte de la cordillera de la Cerbatana, tierras virtualmente desoladas.
Límites del municipio
Limita al norte con el departamento del Choco, al occidente con el municipio de Buenaventura, por el oriente con los municipios de Yotoco y Riofrío y al sur con los municipios de Restrepo y Dagua.
|                     | Norte: Litoral del San Juan (Chocó) |                      |
| Oeste: Buenaventura |                                     | Este: Yotoco Riofrío |
|                     | Sur: Restrepo Dagua                 |                      |

## División Político-Administrativa
Aparte de su Cabecera municipal: Calima El Darién. 
Calima tiene bajo su jurisdicción los siguientes Centros poblados:
- La Gaviota
- La Playa

Además, sus principales veredas son: El Diamante, La Florida, Río bravo, El Mirador y La Cristalina.

## Generalidades
Actividades económicas principales: Agricultura, turismo, ganadería, especies menores, sector de los servicios. 
Productos Principales: Tomate, Pimentón, Yuca, Banano, Maíz, Café, Caña Panelera y Frijol.
Atractivos Turísticos: Lago Calima.
Fiestas y Ferias: Fiestas y reinado del verano (Mediados de agosto). 
Especialidad Culinaria: Sancocho de gallina, fiambre, frijoles y dulces. 
Infraestructura Básica: Dispone de todos los servicios públicos, 4 colegios, 4 escuelas bancos, hospital y estadio, plaza de toros.
Colegios: Gimnasio del Calima, Simón Bolívar (zona Urbana) ITAF, Pablo VI (Zona rural).
Posee una parroquia municipal llamada Iglesia nuestra señora del Perpetuo Socorro.
Este municipio cuenta con la mayor parte del Lago Calima.

## Servicios públicos
- Energía Eléctrica: Celsia, es la empresa prestadora del servicio de energía eléctrica.[4]
- Gas Natural: Gases de Occidente es la empresa distribuidora y comercializadora de gas natural en el municipio.